# Erick Rivera
Erick Rivera Guerrero (Arriaga, Chiapas, México, 15 de noviembre de 1992) es un futbolista mexicano, juega como Mediocampista y actualmente se encuentra Sin Equipo.

## Estadísticas

### Clubes
Actualizado al último partido jugado el 4 de agosto de 2017.
| Chiapas F. C. · México                                                        | 1.ª                 | 2012-13             | 0  | 0 | 8 | 0 | - | - | 8  | 0 | 0,00 |
| Chiapas F. C. · México                                                        | Total               | Total               | 0  | 0 | 8 | 0 | 0 | 0 | 8  | 0 | 0,00 |
| C. Irapuato · México                                                          | 3.ª                 | 2014                | 12 | 0 | - | - | - | - | 12 | 0 | 0,00 |
| C. Irapuato · México                                                          | Total               | Total               | 12 | 0 | 0 | 0 | 0 | 0 | 12 | 0 | 0,00 |
| C. F. Cuautitlán · México                                                     | 3.ª                 | 2015                | 4  | 0 | - | - | - | - | 4  | 0 | 0,00 |
| C. F. Cuautitlán · México                                                     | Total               | Total               | 4  | 0 | 0 | 0 | 0 | 0 | 4  | 0 | 0,00 |
| Cafetaleros · México                                                          | 2.ª                 | 2017-18             | 2  | 0 | - | - | - | - | 2  | 0 | 0,00 |
| Cafetaleros · México                                                          | Total               | Total               | 2  | 0 | 0 | 0 | 0 | 0 | 2  | 0 | 0,00 |
| Total en su carrera                                                           | Total en su carrera | Total en su carrera | 18 | 0 | 8 | 0 | 0 | 0 | 26 | 0 | 0,00 |
| (1) Incluye datos de Copa México. (3) No incluye goles en partidos amistosos. |                     |                     |    |   |   |   |   |   |    |   |      |

## Palmarés

### Campeonatos nacionales
| Título                  | Club        | País   | Año     |
| ----------------------- | ----------- | ------ | ------- |
| Ascenso MX              | Cafetaleros | México | 2018    |
| Final Temporada 2017-18 | Cafetaleros | México | 2017-18 |